# Kurt Kolle
Kurt Kolle (* 7. Februar 1898 in Kimberley, Südafrika; † 21. November 1975 in München) war ein deutscher Psychiater und Autor verschiedener Lehrbücher und Biografien.

## Leben
Von 1926 bis 1933 arbeitete Kolle an der Psychiatrischen Klinik in Kiel als Assistent von Georg Stertz. Seine Habilitation erfolgte 1928. In der Zeit des Nationalsozialismus musste er wegen seiner politischen Überzeugungen Kiel nach 1933 verlassen, ließ sich in Frankfurt als Nervenarzt nieder und wurde mit Mühe an die Johann Wolfgang Goethe-Universität Frankfurt am Main umhabilitiert, ab 1935 war er außerordentlicher Professor. Am 28. Mai 1937 beantragte er die Aufnahme in die NSDAP und wurde rückwirkend zum 1. Mai desselben Jahres aufgenommen (Mitgliedsnummer 4.370.234). Er wurde 1939 apl. Professor und publizierte im selben Jahr das Lehrbuch Psychiatrie, das 1943 in zweiter Auflage erschien, in 6. Auflage 1967. Während des Zweiten Weltkriegs war er ab 1942 Beratender Militärpsychiater, darunter auch für die 11. Armee. Im September 1943 nahm er an einem Lehrgang in Ensen teil, um das „Pansen“ zu erlernen, eine Methode der Verabreichung von Elektroschocks mittels galvanischen Stroms, um sogenannte Kriegsneurotiker wieder wehrfähig zu machen.
Kurt Kolle wirkte nach 1945 zunächst weiter in Frankfurt. 1952 wurde er als Ordinarius und Leiter der Universitätsklinik für Psychiatrie an die Universität München berufen, 1966 emeritiert.
Er war der Sohn von Wilhelm Kolle, Bruder von Helmut Kolle sowie Vater von Oswalt Kolle und Gert Kolle.

## Veröffentlichungen (Auswahl)
- Kurt Kolle: Lehrbuch der Psychiatrie. 6. Auflage. Thieme, Stuttgart 1967.
- Kurt Kolle (Hrsg.): Große Nervenärzte. 3 Bände. Thieme, Stuttgart 1956–1963; 2. Auflage ebenda 1970.
- Kurt Kolle: Verrückt oder normal? Psychiatrie in Wissenschaft und Praxis. Deutsche Verlags-Anstalt, Stuttgart 1968, und als rororo-Taschenbuch, Rowohlt, Reinbek b. Hamburg 1970.
- Kurt Kolle: Wanderer zwischen Natur und Geist: Das Leben eines Nervenarztes. Verlag Lehmann, München 1972, ISBN 3-469-00371-8.